# Seta Cars
Seta Cars war ein britischer Automobilhersteller, der von 1976 bis 1978 einen Bausatz für ein Coupé mit Flügeltüren anbot.

## Unternehmensgeschichte
Das in Hayling Island in der Grafschaft Hampshire ansässige Unternehmen Seta (italienisch für Seide) wurde 1976 von Malcolm Wilson gegründet. Es produzierte nur ein Modell, den Seta Saga, der in drei Jahren lediglich ein halbes Dutzend Mal abgesetzt werden konnte. 1979 versuchte Wilson, nachdem er den Namen in Zeta geändert hatte, erfolglos, das Unternehmen zu verkaufen. Das Unternehmen bestand noch bis 1982 als Zeta Cars weiter, in dieser Zeit wurden aber keine Fahrzeuge mehr abgesetzt.

## Zeta Saga
Der Seta Saga war ein keilförmig gestaltetes Coupé mit Flügeltüren. Seine Grundform mit der stark abfallenden Frontpartie und der trapezförmigen Windschutzscheibe orientierte sich grob am Lamborghini Countach, war insgesamt aber wesentlich einfacher strukturiert. Die Seitenfenster waren zweiteilig und von breiten Rahmen eingefasst. Als technische Basis diente der VW Käfer, von dem die Bodengruppe, die mechanischen Komponenten und der Motor unverändert übernommen wurden. Der Saga war ausschließlich als Bausatz lieferbar; der Inhalt des Bausatzes wird als umfassend beschrieben.
Bis 1978 entstanden sechs Exemplare des Saga.